# Sous-secrétaire d'État parlementaire à l'environnement international
Vous êtes invité à donner votre avis sur cette page de discussion, de manière argumentée en vous aidant notamment des critères d’admissibilité ou en présentant des sources extérieures et sérieuses.  
Après avoir apposé le modèle {{Admissibilité}} sur une page, suivez les étapes expliquées sur Wikipédia:Débat d'admissibilité/Aide :
| 1. | Créez la page de débat d'admissibilité.                                                                      | Sauvegardez d’abord la page pour l’initialiser puis indiquez votre motivation.                                                              |
| 2. | Important : ajoutez une entrée dans la section Débat d'admissibilité du jour.                                | Utilisez ce texte : *{{L\|Sous-secrétaire d'État parlementaire à l'environnement international}}                                            |
| 3. | Pensez à informer les contributeurs principaux de la page et les projets associés lorsque cela est possible. | Utilisez ce texte : {{subst:Avertissement débat d'admissibilité\|Sous-secrétaire d'État parlementaire à l'environnement international}}~~~~ |

Le sous-secrétaire d'État parlementaire à l'environnement international (en anglais : Parliamentary Under-Secretary of State for International Environment, occupe un poste ministériel subalterne au sein du Département de l'Environnement, de l'Alimentation et des Affaires rurales. Le poste est vacant depuis octobre 2022.

## Responsibilities
Les responsabilités du ministre comprennent :
- Environnement international, climat, biodiversité et conservation
- Bien-être animal
- Politique forestière – nationale et internationale
- Commission baleinière internationale
- Océan international (y compris océan et climat, biodiversité marine (y compris biodiversité marine des territoires d'outre-mer), déchets marins et finance bleue)
- Commerce illégal d'espèces sauvages, Couloirs, Kaza
- Reprise verte
- Finance verte internationale
- Responsable de la Commission forestière
- Lords Ministre de l'environnement, y compris le projet de loi sur l'environnement

## Liste des ministres
| Nom                                                                                      | Nom                                                                                      | Portrait                                                                                 | Mandat                                                                                   | Mandat                                                                                   | Parti politique                                                                          | P.M.                                                                                     | P.M.                                                                                     | F.Sec.                                                                                   |
| Sous-secrétaire d'État parlementaire à l'environnement et au développement international | Sous-secrétaire d'État parlementaire à l'environnement et au développement international | Sous-secrétaire d'État parlementaire à l'environnement et au développement international | Sous-secrétaire d'État parlementaire à l'environnement et au développement international | Sous-secrétaire d'État parlementaire à l'environnement et au développement international | Sous-secrétaire d'État parlementaire à l'environnement et au développement international | Sous-secrétaire d'État parlementaire à l'environnement et au développement international | Sous-secrétaire d'État parlementaire à l'environnement et au développement international | Sous-secrétaire d'État parlementaire à l'environnement et au développement international |
| ---------------------------------------------------------------------------------------- | ---------------------------------------------------------------------------------------- | ---------------------------------------------------------------------------------------- | ---------------------------------------------------------------------------------------- | ---------------------------------------------------------------------------------------- | ---------------------------------------------------------------------------------------- | ---------------------------------------------------------------------------------------- | ---------------------------------------------------------------------------------------- | ---------------------------------------------------------------------------------------- |
|                                                                                          | Lord Goldsmith of Richmond Park (né en 1975)                                             |                                                                                          | 13 juillet 2019                                                                          | 13 février 2020                                                                          | Conservateur                                                                             |                                                                                          | Johnson I                                                                                | Villiers                                                                                 |
| Ministre d'État chargé du Pacifique et de l'Environnement international                  |                                                                                          |                                                                                          |                                                                                          |                                                                                          |                                                                                          |                                                                                          |                                                                                          |                                                                                          |
|                                                                                          | Lord Goldsmith of Richmond Park (né en 1975)                                             |                                                                                          | 13 février 2020                                                                          | 15 septembre 2022                                                                        | Conservateur                                                                             |                                                                                          | Johnson II                                                                               | Eustice                                                                                  |
| Jayawardena                                                                              | Lord Goldsmith of Richmond Park (né en 1975)                                             |                                                                                          | 13 février 2020                                                                          | 15 septembre 2022                                                                        | Conservateur                                                                             |                                                                                          | Johnson II                                                                               |                                                                                          |
| Sous-secrétaire d'État parlementaire à l'environnement international                     |                                                                                          |                                                                                          |                                                                                          |                                                                                          |                                                                                          |                                                                                          |                                                                                          |                                                                                          |
|                                                                                          | Lord Benyon, (né en 1960)                                                                |                                                                                          | 20 septembre 2022                                                                        | 29 octobre 2022                                                                          | Conservateur                                                                             |                                                                                          | Truss I                                                                                  | Jayawardena                                                                              |